# Salomon Drejer

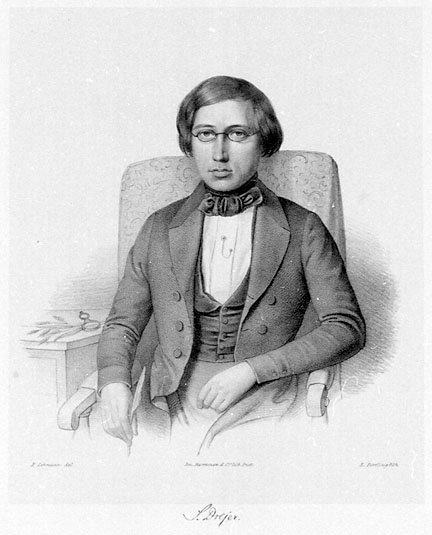
Salomon Drejer

Salomon Thomas Nicolai Drejer (ur. 15 lutego 1813, zm. 21 kwietnia 1842) – duński botanik. Przyjaciel Japetusa Steenstrupa.
Salomon Drejer opracował 38. zeszyt Flora Danica. Po jego przedwczesnej śmierci pracę nad tym zeszytem dokończyli Jens Vahl i Joakim Frederik Schouw.
Na jego cześć nazwano rodzaje akantowatych, Drejerella i Drejera.